# Америчка група за борбу против ропства
Америчка група за борбу против ропства (AASG скраћено од назива на енглеском језику The American Anti-Slavery Group) је непрофитна коалиција аболиционистичких организација која се бави политичким активизмом у циљу укидања ропства у свијету. Подиже свијест о савременом ропству, посебно међу покретним робовима Мауританије и Судана, прикупља средства за пружање помоћи поробљеном становништву и избјеглим бившим робовима и лобира код владиних званичника да повећају своје напоре. AASG'
AASG је 1993. године основао Чарлс Џејкобс (који је био њен први директор истраживања) са афричким активистима за људска права Мохамедом Атијем из Мауританије и Дејвидом Чандом из Судана.
Основан у Њутну, Масачусетс, AASG извештава да има „много сарадника и 30.000 чланова широм свијета“. Недавни службеници укључују: Мохамеда Атија (бивши предсједник) и Чарлса Џејкобса (прошли чиновник и благајник; актуелни предсједник и члан управног одбора).
AASG одржава блиске везе са Суданском кампањом, у којој Чарлс Џејкобс служи као копредседавајући.

## AASGцентралне компоненте
- Свјесност

AASG каже да је први корак у искорјењивању ропства едукација јавности да оно и даље постоји. AASG гради свеијст путем публикација, школских програма, конференција и панели (Speakers’ Bureau)— који се углавном састоји од оних који су преживјели ропство.
- Заговарање

AASG се залаже за слободу оних који су деградирани ропством кроз владино лобирање и онлајн кампање, које лоцирају тачке притиска у корпорацијама које имају користи од ропства, владама које толеришу људско ропство и лидерима који ћуте.
- Активизам

AASG на својој веб страници наводе да имају мрежу активиста широм свијета који су страствени за слободу. Грасрутс иницијативе има облик скупова, бдења уз свијеће, маршева слободе, петиција и кампања писања писама.
- Помоћ

AASG је партнер са организацијама које раде на терену како би пружиле рехабилитацију и подршку жртвама ропства. Пружајући храну, склониште, образовање и рехабилитацију, AASG опрема преживјеле са алатима који су им потребни да поново изграде своје животе.

## Модерно ропство
Дана, 4. јуна 2008. године САД су објавиле извјештај о трговини људима. У овом извјештају државни секретар Кондолиза Рајс је изјавила: „Трговина и експлоатација муче све нације и ниједна земља, чак ни наша, није имуна на то."

## Контроверзе
Тврдње AASG-а о савременом ропству наишле су на критике новинара BBC-ја Дејвида Хехта.
Хехт је оспорио тврдње AASG-а о раширеном ропству у Судану. „Да, у Африци постоји менталитет робова (и господара), али ништа слично дехуманизованим институцијама против којих је Фредерик Даглас морао да се бори у Америци. Такође је извјестио да западни медији често изазивају наивно неразумјевање чињеница. Тврдећи да се изван подручја под контролом суданске владе наставља стара пракса међуплеменске заваде. У тим рацијама узимају се заробљеници, који се онда морају откупити. Оно што изгледа као куповина робова је заправо откуп ратних заробљеника.
Anti-Slavery International је такође навео да „Оптужба да владине трупе учествују у рацијама у сврху заузимања робова није поткријепљена доказима.“

### Контроверза програма откупа
Програм договора о плаћању трговцима људима за „слободу“ робова нашао се на удару критике. Хуманитарни радници, мисионари, па чак и побуњенички покрет који олакшава откуп робова тврдећи да је то често сложена превара или „корумпирани рекет“. Групе, укључујући и Суданску амбасаду у Канади, наводе да пракса плаћања побуњеницима продужава рат, док други тврде да је донио „перверзне подстицаје“ ропства у многим областима. Манасе Ломоле Ваја, који води Хуманитарну помоћ за Јужни Судан, групу са сједиштем у Најробију, хвали AASG за труд, али доноси упозорење: „Поздрављамо их јер су разоткрили агонију нашег народа свијету“, рекао је он. „Тај дио је добар. Али давање новца трговцима робљем само подстиче трговину. Погрешно је и мора се зауставити. Гдје иде новац? Иде пљачкашима да купе више оружја, упадну у више села, ставе више шилинга у своје џепове. То је зачарани круг“.
Чарлс Џејкобс, предсједник Америчке групе за борбу против ропства, признаје да је од 1995. године дошло до пораста отимања робова у смислу све већег интензитета суданског рата, али замјера карактеристике да он ствара тржиште за трговину робљем. Он тврди да иако је рат контекст трговине робљем, он не може бити главни узрок. Дакле, трансакције слободних робова не доприносе циклусу насиља у Судану.